# Liczba Millera
Liczba Millera – maksymalna liczba informacji jaką człowiek jest w stanie rozróżnić bezpośrednio. 

## Magiczne 7
Liczba ta ustalona została przez George'a Millera w roku 1956 na podstawie badań psychologicznych nad zapamiętywaniem informacji. Liczba ta waha się w zależności od rodzaju informacji do zapamiętania (dźwięk, smak, obraz, liczba), ale zawsze jest to około 7.
Ze względu na tę różnorodność przyjmuje się rozrzut między 5 a 9, czyli 7±2.

## Zastosowania
Liczba Millera znalazła zastosowanie wszędzie tam, gdzie prezentuje się informacje człowiekowi. Gdy mamy do przekazania użytkownikowi wiele pozycji (menu, produkty etc.), lepiej jest podzielić je na kategorie, tak aby miał ich do wyboru 5-9. Jeśli ten podział nie wystarcza, można dokonać kolejnego podziału na podkategorie – zgodnie z badaniami Millera takich podziałów można dokonać do siódmego poziomu "w głąb" – to z kolei jest ograniczenie pamięci krótkotrwałej.